# 刘维佳
刘维佳（1955年10月—），男，汉族，山东龙口人，中华人民共和国政治人物。东北师范大学政治教育函授专修科毕业，吉林大学国际经济系世界经济专业在职研究生学历，经济学硕士学位。

## 生平
1981年加入中国共产党。历任吉林省委办公厅副处长；海南省委办公厅秘书、处长，海南省富南国际信托投资公司副总经理，省人大常委会办公厅研究室主任、副秘书长、法规室主任，省委副秘书长；农业部办公厅副主任、主任；山西省人民政府省长助理，省委组织部常务副部长、副省长等职。
2011年8月，任中共云南省委常委、省委组织部部长。2015年12月，卸任中共云南省委常委、省委组织部部长职务，调中组部工作。
2016年2月，任中央第三巡视组副组长。